# Wiktor Duniewicz

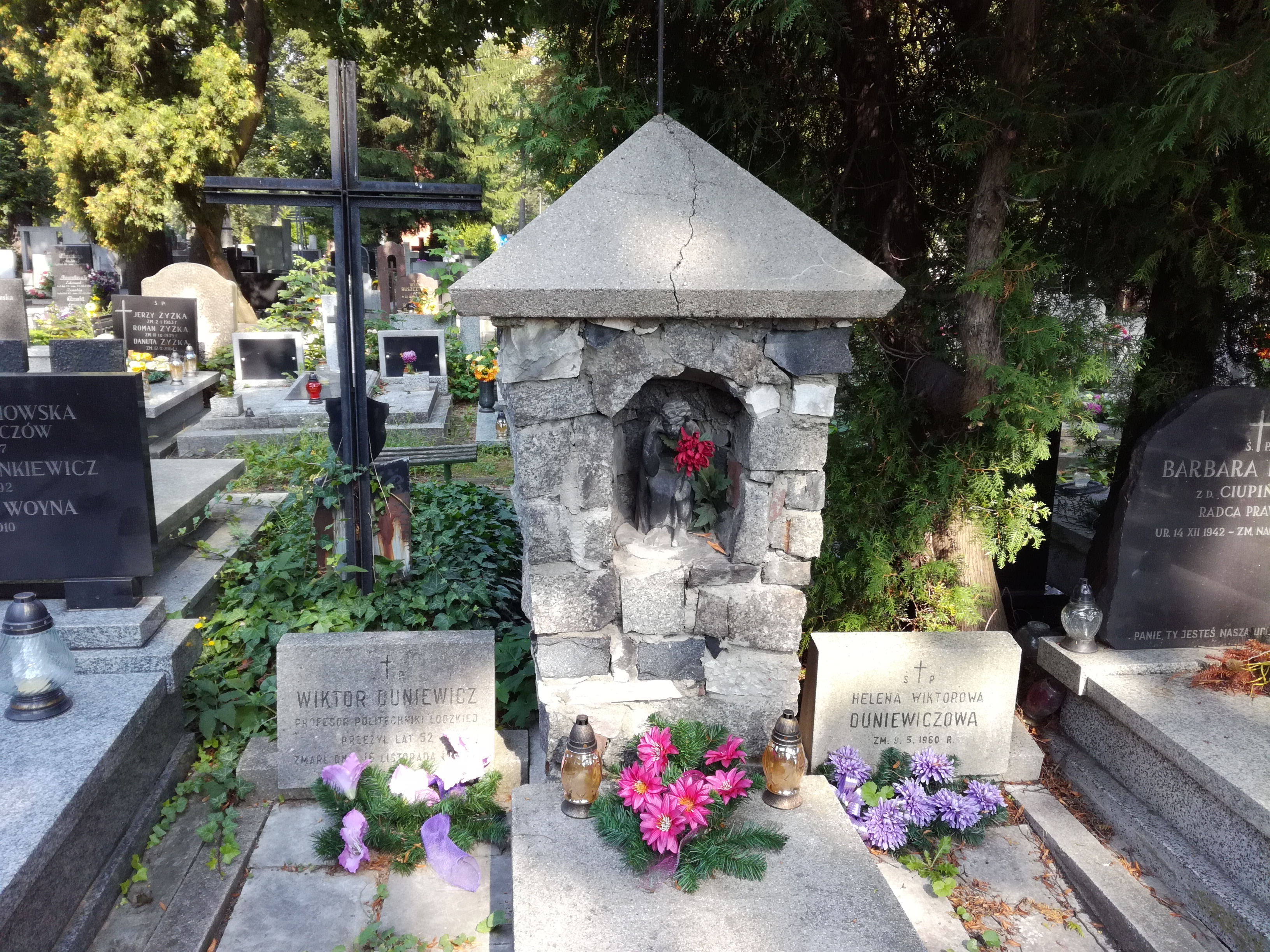
Grób Wiktora Duniewicza na Starym Cmentarzu w Łodzi

Wiktor Duniewicz (ur. 1902 w Baranówce na Podolu, zm. 15 listopada 1954) – polski inżynier mechanik, konstruktor, profesor Politechnice Łódzkiej.

## Życiorys
W 1921 roku podjął studia na Wydziale Mechanicznym Politechniki Warszawskiej. W roku 1932 uzyskał dyplom, pracując już od kilku lat jako asystent w SGGW w Zakładzie Maszynoznawstwa. Wkrótce po ukończeniu studiów objął stanowisko starszego asystenta w Katedrze Silników Wodnych i Pomp na Politechnice Warszawskiej, a w czasie wojny, po przekształceniu Politechniki w Państwową Wyższą Szkołę Techniczną, kontynuował pracę w tejże Katedrze. Równolegle pracował w fabryce pomp wodnych Sirius (Friedel i Wodzyński) na Pradze jako konstruktor, a później jako kierownik techniczny.
W 1945 roku został powołany na stanowisko zastępcy profesora w Politechnice Łódzkiej, gdzie zorganizował Katedrę Pomp i Silników Wodnych, którą następnie kierował. W 1946 roku podjął dodatkowo obowiązki tymczasowego kierowania Katedrą Części Maszyn. W 1949 roku został mianowany profesorem nadzwyczajnym. W działalności w przemyśle i dla przemysłu wykazał zamiłowanie do prac badawczo-teoretycznych z jednoczesną umiejętnością rozwiązywania zagadnień konstrukcyjnych. Oprócz kilku zrealizowanych konstrukcji pomp przemysłowych skonstruował między innymi wentylatory i urządzenia dla potrzeb rolniczych do czyszczenia i suszenia ziarna. Wyniki swoich badań opublikował w postaci kilkunastu artykułów. Konstruował także pompy do badań laboratoryjnych, maszynę do badań wytrzymałościowych z napędem hydraulicznym i oryginalną turbinkę wodną do czyszczenia rur kotłowych.
Zmarł tragicznie 15 listopada 1954 roku. Został pochowany na Starym Cmentarzu w Łodzi. 